# Орлов мост

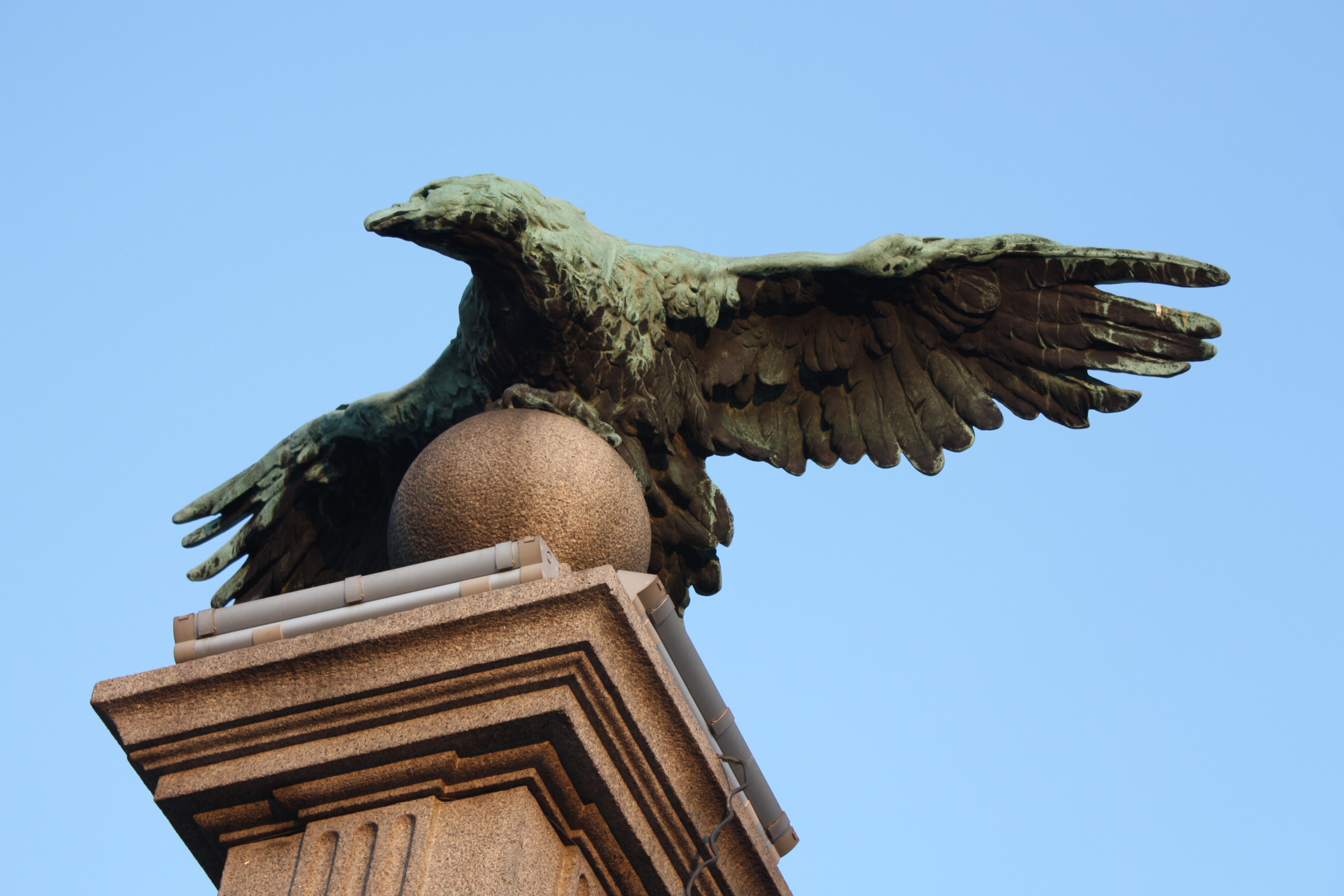
Один из орлов моста.

Орлов мост (болг. Орлов мост) — автодорожный каменный арочный мост через реку Перловска в Софии, столице Болгарии. Площадью Орлов мост также называют часть моста и прилегающий к ней перекрёсток. 
Название моста происходит от четырёх скульптур орлов, установленных при въездах на мост.
Орлов мост и одноимённый перекрёсток находятся в непосредственной близости от стадиона Васил Левски, памятника Советской Армии, парка Борисова градина и озера Ариана, а также недалеко от Софийского университета. На этом месте пересекаются два центральных бульвара Софии: бульвар Евлогия и Христо Георгиевых, тянущийся вдоль реки Перловска, и Цариградское шоссе, а также улица царя Ивана Асеня II. Для транспорта, въезжающего в Софию с юго-востока по Цариградскому шоссе, Орлов мост служит первым перекрёстком и отправной точкой, откуда можно добраться до центра столицы Болгарии.
Мост был построен в 1891 году по проекту чешского архитектора Вацлава Прошека, его брата Йозефа и двоюродных братьев Богдана и Иржи. Их авторству также принадлежит Львов мост, расположенный к северу от центра Софии и созданный в 1889 году. Стоимость всего строительства Орлова моста составила 80 000 золотых левов.
Одна из колонн моста и бронзовые орлы изображены на обратной стороне болгарской банкноты 20 левов, выпущенной в 1999 и 2007 годах.
Орлов мост был в центре экологических протестов 2012 года против строительства на горе Витоша и в природном заповеднике Дюны, расположенном на побережье Чёрного моря. Также он был основным центром политических протестов в 2013 году, которые зачастую сопровождались насилием во время зимы, в отличие от массовых, но мирных собраний во время летних протестов.
В 2009 году у Орлова моста была открыта станция метро Софийски университет «Св. Климент Охридски».